# Anisodes interpulsata
Anisodes interpulsata là một loài bướm đêm trong họ Geometridae.